# さよなら、ハイスクール
『さよなら、ハイスクール』は、森もり子による漫画作品。秋田書店のウェブコミック配信サイト『チャンピオンクロス』にて2015年12月22日から2017年10月24日まで連載された。
Huluにより阿部顕嵐主演で実写ドラマ化され、2022年2月28日から配信された。

## あらすじ
スクールカースト最下位の朝倉はひょんなことから文化祭の実行委員に選ばれてしまう。これを機にクラスのカースト崩壊を目論む朝倉だったが、思いがけない展開を迎えることになる。

## 登場人物
朝倉 ショウゴ（あさくら ショウゴ）
演 - 阿部顕嵐
本作の主人公。スクールカースト最下層の男子生徒。スクールカースト上位になるため、とある秘策を実行する。
高田 カズエ（たかだ カズエ）
演 - 野本ほたる
スクールカースト最下層の女子生徒。朝倉と文化祭の実行委員に選ばれる。
伊藤 マユミ（いとう マユミ）
演 - 齊藤英里
スクールカースト最上位の女子生徒。
前田 サトシ（まえだ サトシ）
演 - 高橋怜也
スクールカースト最上位の男子生徒。マユミに思いを寄せる。

## 書誌情報
- 森もり子 『さよなら、ハイスクール』 秋田書店 〈ヤングチャンピオンコミックス〉、既刊1巻（2016年7月20日現在） / 電子書籍 全3巻[6]
  1. 2016年7月20日発売[7]、ISBN 978-4-253-14129-1

## 配信ドラマ
『さよなら、ハイスクール』としてHuluにて2022年2月28日から配信された。全4話。阿部顕嵐が連続ドラマの主演を務めるのは7年ぶりとなる。

### キャスト
- 朝倉ショウゴ - 阿部顕嵐（7ORDER）
- 高田カズエ - 野本ほたる
- 伊藤マユミ - 齊藤英里
- 前田サトシ - 高橋怜也
- 古賀タクヤ - 武本悠佑
- 若松かな - 相沢菜々子
- 学級委員長 - ワタリ119
- 担任 - 永野宗典

### スタッフ
- 原作 - 森もり子『さよなら、ハイスクール』(秋田書店ヤングチャンピオンコミックス刊)
- 監督 - 西垣匡基
- 脚本 - 橋本修平
- 主題歌 - Little Parade「スクールカースト～底から見た光～」[9]
- プロデューサー - 和田小太郎、中野イレーヌ、嶋田豪

### 配信日程
| 配信回 | 配信日  | サブタイトル       | 配信分 |
| ------ | ------- | ------------------ | ------ |
| 第1話  | 2月28日 | 壊してやる         | 26分   |
| 第2話  | 3月7日  | 理由が知りたいのか | 17分   |
| 第3話  | 3月14日 | 上位争い           | 17分   |
| 第4話  | 3月21日 | おわりのはじまり   | 26分   |